# Kristina Ophardt
Kristina Ophardt (ur. 22 maja 1973) – niemiecka szpadzistka, brązowa medalistka mistrzostw świata.
Podczas mistrzostw świata w Seulu w 1999 roku Niemki w składzie: Imke Duplitzer, Claudia Bokel, Kristina Ophardt i Katja Nass zdobyły brązowy medal w zawodach drużynowych. Był to jedyny medal wywalczony przez Ophardt w zawodach tego cyklu.
Nigdy nie wzięła udziału w igrzyskach olimpijskich.
Ponadto zdobyła złoty medal w szpadzie drużynowej na mistrzostwach Europy w Płowdiwie w 1998 roku.